# الأسرة المصرية الحادية والعشرون
الأسرة الحادية والعشرون هي الأسرة الأولى من الفترة المصرية الانتقالية الثالثة ، والتي استمرت من 1085 قبل الميلاد إلى 950 قبل الميلاد.

## فراعنة الأسرة الحادية والعشرين
| الإسم          | الصورة | اسم تتويج                  | فترة الحكم              | مكان الدفن | الزوجة   | ملاحظة                                                                |
| -------------- | ------ | -------------------------- | ----------------------- | ---------- | -------- | --------------------------------------------------------------------- |
| سمندس          |        | Hedjkheperre Setepenre     | 1077 - 1051 قبل الميلاد | غير معروف  | تنت آمون | سيطر فقط على مصر السفلى خلال فترة حكمه. مؤسس الأسرة الحادية والعشرون. |
| أمون أم نسو    |        | Neferkare Heqawaset        | 1051 - 1047 قبل الميلاد | غير معروف  |          |                                                                       |
| بسوسنس الأول   |        | Akheperre Setepenamun      | 1047 - 1001 قبل الميلاد | تانيس      | موت نجمت | لا يعرف بدقة طول مدة الحكم قد تكون إما 41 أو 46 سنة.                  |
| أمون إم اوبت   |        | Usermaatre Setepenamun     | 1001 - 992 قبل الميلاد  | تانيس      |          |                                                                       |
| أوسركون الأكبر |        | Akheperre Setepenre        | 992 - 986 قبل الميلاد   | غير معروف  |          |                                                                       |
| سي أمون        |        | Netjerkheperre Setepenamun | 986 - 967 قبل الميلاد   | غير معروف  |          |                                                                       |
| بسوسنس الثاني  |        | Titkheperure Setepenre     | 967 - 943 قبل الميلاد   | غير معروف  |          |                                                                       |

## عصر الانتقال الثالث حوالى 1070-712 ق.م.

### الأسرة الواحدة والعشرون 1070-664 ق.م. بطيبة
- حريحور
- الكاهن الأكبر بى عنخى
- الكاهن الأكبر بانجم
- الكاهن الأكبر ماساهرتا
- الملك والكاهن الأكبر من خبر رع
- الكاهن الأكبر بانجم الثانى

### الأسرة الواحدة والعشرون 1070-945 ق.م. (بتانيس)
- سمندس (حدج خبر رع ستب ان رع) 1070-1044
- أمون أم نسو (نفر كا رع) 1044-1040
- بسوسنس الأول (عا خبر رع ستب ان أمون) 1040-992
- أمون إم أوبت (أوسر ماعت رع ان رع) 993-984
- اوسركون الأكبر (عا خبر رع ستب إن رع) 984-978
- سي أمون (نتر خبرو رع ستب إن أمون) 978-959
- بسوسنس الثانى (تيت خبرو رع سبت إن رع) 959-945